# Drive (1997)
Drive is een Amerikaanse direct-naar-videofilm uit 1997, geregisseerd door Steve Wang. Mark Dacascos en Kadeem Hardison vervulden de hoofdrollen in deze film.

## Verhaal
De uit Hongkong afkomstige superstrijder en medewerkers van de overheid Toby Wong arriveert in het geheim in de Verenigde Staten per vrachtschip. Hij is hier aangekomen om een in zijn borst geïmplanteerde biomotor - een module die zijn drager bovenmenselijke krachten geeft - voor vijf miljoen dollar aan het technologiebedrijf Continental Electronics te verkopen. De Chinese ontwikkelingsorganisatie, Leung Corporation, wil voorkomen dat het prototype in handen komt van de Amerikaanse concurrenten, ten koste van alles. Om deze reden stuurt de organisatie gevechtscommando's naar de voortvluchtige om zich bij zijn aankomst in Californië over te geven. Vic Madison en zijn vriend Hedgehog krijgen deze taak.

## Rolverdeling
| Acteur              | Personage     |
| ------------------- | ------------- |
| Mark Dacascos       | Toby Wong     |
| Kadeem Hardison     | Malik Brody   |
| John Pyper-Ferguson | Vic Madison   |
| Brittany Murphy     | Bezorgster    |
| Tracey Walter       | Hedgehog      |
| James Shigeta       | Mr. Lau       |
| Masaya Kato         | Model         |
| Dom Magwili         | Mr. Chow      |
| Ron Yuan            | Razor Scarred |
| Clive Rosengren     | Cantwell      |
| Christopher Michael | Jeb           |
| Ted Smith           | Joss          |
| Sanaa Lathan        | Carolyn Brody |
| David Hayter        | Agent #1      |